# Redigitalisierung
Unter Redigitalisierung versteht man die Anfertigung einer Kopie von einem digitalen Medium über einen herkömmlichen analogen Signalweg. Es wird also zuerst eine Digital-Analog-Wandlung vorgenommen, um anschließend das Analogsignal erneut zu digitalisieren. Angewendet wird dieses Verfahren in Situationen, in denen auf den digitalen Inhalt (etwa durch einen Kopierschutz) nicht frei zugegriffen werden kann, oder wenn dadurch ein subjektiv besseres Ergebnis zu erzielen ist. Dies kann zum Beispiel bei extremen Vergrößerungen von Bildern für den Druck auf Großformate der Fall sein. Das liegt hauptsächlich daran, dass in diesem speziellen Fall mittels optischer Verfahren eine bessere Interpolation möglich ist als durch digitale Berechnungen.
Häufiger jedoch kommt es vor, dass ein bereits gedrucktes Medium (Bild) auszugsweise oder vollständig reproduziert werden soll. Wenn die ursprünglichen digitalen Druckdaten nicht verfügbar sind, muss das Medium (Druckfilm oder Papier) redigitalisiert werden, da die Druckvorstufe heute computergestützt betrieben wird. Bei einer Redigitalisierung muss jedoch in den meisten Fällen ein Qualitätsverlust in Kauf genommen werden. 